# Slaget vid Bouvines
Slaget vid Bouvines var ett slag mellan franska och tysk/flamländska trupper som ägde rum den  27 juli 1214 och är en del av det Anglo/Franska kriget. (1202-1214)

## Historia
Kung John av England bildade en sammansvärjning med Kejsare Otto IV av det tysk/romerska riket och med greven av Flanders för att störta den franska kungen Filip II. 
Krigsplanen gick ut på att kung John skulle komma med sina soldater västerifrån och starta oroligheter där medan huvudstyrkan, ledd av Otto skulle attackera från norr. 
Filip bestämmer sig för att dela sina trupper och låter sin son, Prins Louis, ta en här på tio tusen man för att möta Johns soldater. Själv tar han resten av sin armé och tågar mot kejsare Otto. 
Kung Johns armé blir stoppad vid ett fort nära Angers och den andra juli besegras den engelska styrkan av Prins Louis. Det var den blivande kungens första seger och han skulle senare komma att kallas Lejonet.
Under tiden är fransmännen i underläge i norr men lyckas hålla stånd tills Louis män kommer till undsättning och han fick dessutom bistånd av många fria städer och byar i norden i form av tusentals soldater. 
Totalt krigade 15.000 fransmän mot Englands 25.000 och den 27 juli leder Otto en attack. Slaget börjar med att kavallerierna rasar mot varandra, och fransmännen börjar få övertaget på grund av sin enhetlighet och riddaren Matthieu de Montmorency tar på egen hand  12 engelska kaptener tillfånga. Dessutom blir greven av Salisbury, som var anföraren för de engelska trupperna, tillfångatagen. 
I stridens mitt var det jämnare, den franske kungen blir sårad, men hans livvakter räddar honom och när han sitter upp igen leder han en rasande framstöt rakt mot kejsaren Otto IV och bryter dennes försvar men kejsaren lyckas fly. 
Mot kvällen har de sista trupperna från sammansvärjningen upplösts och man utropar Frankrike till segrare sedan de flesta av dess motståndare är antingen döda eller tillfångatagna. 
Kung Phillip “Augustus”, prins Louis och de franska trupperna återvänder till Paris i triumf. Detta blir deras första nationella firande. 

## Konsekvenser
Segern gav Filip August kontroll över Flandern och därmed gick Johans planer på att återta norra Frankrike om intet. Ottos förlust gjorde även att slutligen fick se sig besegrad som kejsarkandidat av Fredrik II, som hade stötts av Filip II. För greven av Flandern väntade ett långt fängelsestraff i Paris. 
För Frankrike innebär segern att kung Phillipe får ökat inflytande över Europa och Frankrike går mot ett sekel av fred och välstånd när deras handel växer.